# Negis
Negis bildet zusammen mit Röpsen und Dorna den 8,15 km² großen Ortsteil Röpsen der Stadt Gera in Thüringen mit insgesamt 642 Einwohnern (Stand 31. Dezember 2020).

## Geographie
Negis liegt am Negisbach im Osten der Stadt Gera nördlich der Bundesautobahn 4 und etwa sieben Kilometer vom Stadtzentrum Gera entfernt.

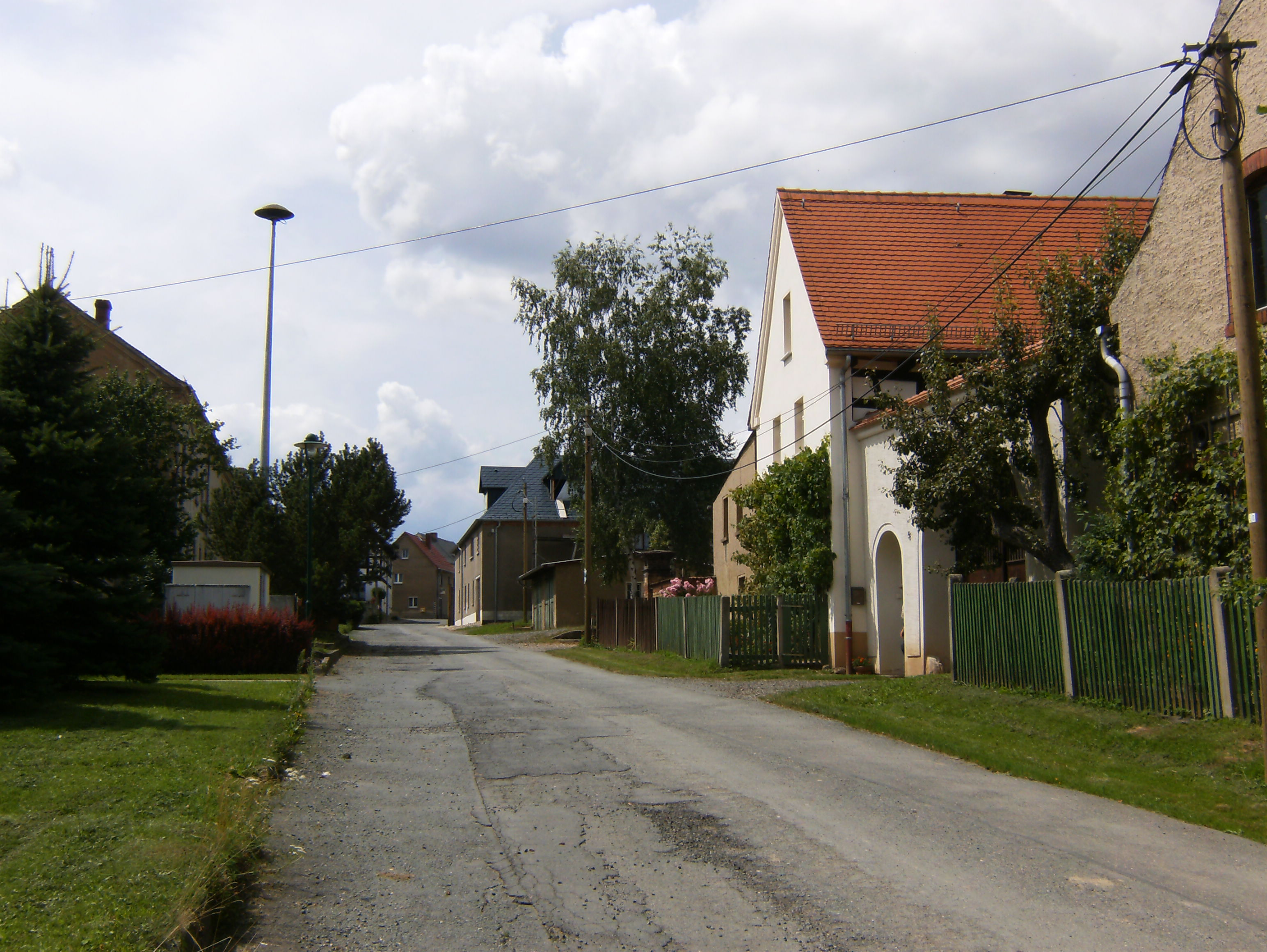
Im Dorf.

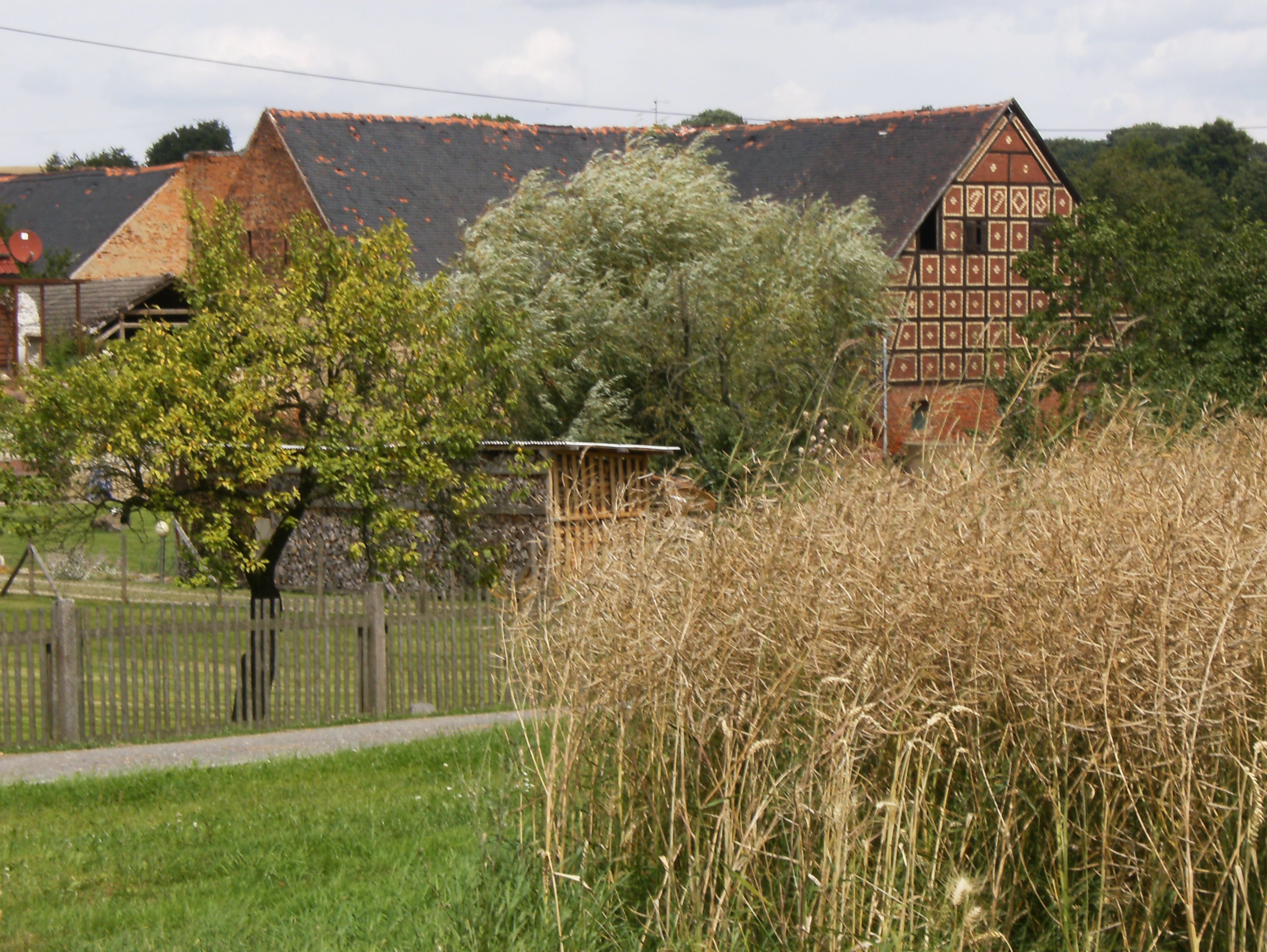
Alte Hofstelle.

## Geschichte
Ausgrabungen haben belegt, dass Negis schon in der Bandkeramikzeit besiedelt war. Vom Ursprung her wohl ein sorbisches Grenzdorf, wurde Negis als Nigaune erstmals 1121 urkundlich erwähnt. 1827 zählt der Ort 15 Häuser und 68 Einwohner.
Zuständiger Pfarr- bzw. Schulort war bis 1970 das benachbarte Dorna.
Am 1. Juli 1950 wurde Negis zusammen mit Dorna nach Röpsen eingemeindet. Am 1. Juli 1994 kam Negis zusammen mit Röpsen zur Stadt Gera.
Das Dorfbild wird von sich rechts und links des Negisbaches aneinander reihenden Höfen geprägt. Gemäß einer Entscheidung der Geraer Stadtplaner, keine Bebauung außerhalb der jetzigen Gründe zuzulassen, soll das Ortsbild auch zukünftig in dieser Ursprünglichkeit erhalten bleiben.

## Entwicklung der Einwohnerzahl
| Jahr      | 1827 | 1864 | 2003 |
| Einwohner | 68   | 110  | 70   |

## Politik
Röpsen, Negis und Dorna bilden den Ortsteil Röpsen der Stadt Gera mit eigener Ortschaftsverfassung und eigenem Ortsteilrat (bis II/2009 Ortschaftsrat). Ortsteilbürgermeister ist seit 2004 Wolfgang Hartick (parteilos).

## Verkehr
Der Ort ist über die Süd-Ost-Tangente Gera und die Bundesstraße 2 erreichbar.
Negis wird wochentags 3× von Bussen der Linie 229 der RVG Gera mit der Innenstadt von Gera verbunden. Am Wochenende besteht dabei ein Zweistundentakt. Der nächstgelegene Bahnhof ist der Gera-Langenberg.

## Kultur
Im Ort gibt es u. a. den Heimatverein Röpsen-Dorna-Negis.

## Bildung
Im benachbarten Dorna gibt es die
- Kindertagesstätte am Negisbach der Johanniter-Unfallhilfe.

Die nächstgelegenen Grundschulen sind die
- Tabaluga-Grundschule in Bieblach
- Astrid-Lindgren-Grundschule in Langenberg.

In Gera herrscht freie Schulwahl.
Nächstgelegene Regelschule ist die
- Staatliche Regelschule 12 in Bieblach.